# Террі Фаррелл
Террі Фаррелл (англ. Terry Farrell; народ. 19 листопада 1963, Сідар-Рапідс, Айова) — американська акторка телебачення, кіно і озвучення, модель. Одна із найвідоміших ролей — Джадзія Дакс у фантастичному серіалі «Зоряний шлях: Глибокий космос 9». На честь акторки названий астероїд 26734 Терріфаррелл.

## Біографія
У 16 років Террі надала своє резюме у модельне агентство, після чого отримала запрошення у Нью-Йорк. Там протягом 18 місяців вона працювала моделлю, водночас вивчаючи акторську майстерність у Кейт МакГрегор Стюарт. Незабаром отримала роль у телесеріалі «Паперові ляльки». Потім кілька років знімалася в серіалах, телевізійних та кінематографічних фільмах, озвучувала ролі для відеоігор.

## Фільмографія
- Сімейні узи (1982–1989)
- Портфоліо (1983)
- Шоу Косбі (1984–1992)
- Паперові ляльки (1984)
- Сутінкова зона (1985–1989) — Марша Коул
- Мадам із Беверлі-Хіллз (1986)
- Обережний незнайомець (1986)
- Знову до школи (1986)
- Off the Mark (1987)
- Квантовий стрибок (1989–1993)
- Mimi & Me (1991)
- Повсталий із пекла 3: Пекло на землі (1992) — Джоу Саммерскілл
- Red Dwarf (1992)
- Зоряний шлях: Глибокий космос 9 (1993–1999) — лейтенант-командер Джадзія Дакс
- Зірка (фільм, 1993) (1993)
- Схід червоного сонця (1994)
- Reasons of the Heart (1996)
- Легіон (1998)
- Площі Голлівуду (1998–2004)
- Фірмовий рецепт (1998–2004)
- Глибоке занурення (2000)
- Справжнє кохання (2000)
- Глісон (2002)
- Перейти межу (2002)
- Psychic Murders (відео) (2002)
- Код 11-14 (2003)